# 安氏深海鮭
安氏深海鮭，為輻鰭魚綱水珍魚目小口兔鮭科的其中一種，為深海魚類，分布於東南大西洋海域，棲息深度0-100公尺，體長可達11公分，棲息在大洋中層水域，生活習性不明。